# Brett Ritchie
Brett Ritchie, född 1 juli 1993, är en kanadensisk professionell ishockeyspelare som spelar för Boston Bruins i NHL.
Han har tidigare spelat på NHL-nivå för Dallas Stars och på lägre nivåer för Texas Stars i AHL samt Niagara Icedogs och Sarnia Sting i OHL.

## Klubblagskarriär

### NHL

#### Dallas Stars
Ritchie draftades i andra rundan i 2011 års draft av Dallas Stars som 44:e spelaren totalt.

#### Boston Bruins
Den 1 juli 2019 skrev han som free agent på ett ettårskontrakt värt 1 miljon dollar med Boston Bruins.

## Privatliv
Brett Ritchie är äldre bror till ishockeyspelaren Nick Ritchie som är kontrakterad till NHL-organisationen Anaheim Ducks och spelar för deras primära samarbetspartner San Diego Gulls i AHL.

## Statistik
| 2008–2009  | Toronto Marlborors | GTHL       | 71  | 36 | 33 | 69  | 67  | —  | —  | —  | —  | —  |
| 2009–2010  | Sarnia Sting       | OHL        | 65  | 13 | 16 | 29  | 35  | —  | —  | —  | —  | —  |
| 2010–2011  | Sarnia Sting       | OHL        | 49  | 21 | 20 | 41  | 47  | —  | —  | —  | —  | —  |
| 2011–2012  | Sarnia Sting       | OHL        | 23  | 8  | 7  | 15  | 30  | —  | —  | —  | —  | —  |
|            | Niagara Icedogs    | OHL        | 30  | 16 | 14 | 30  | 24  | 20 | 3  | 8  | 11 | 14 |
| 2012–2013  | Niagara Icedogs    | OHL        | 53  | 41 | 35 | 76  | 40  | 4  | 1  | 3  | 4  | 9  |
|            | Texas Stars        | AHL        | 5   | 3  | 1  | 4   | 0   | 9  | 2  | 0  | 2  | 2  |
| 2013–2014  | Texas Stars        | AHL        | 68  | 22 | 26 | 48  | 53  | 13 | 7  | 4  | 11 | 10 |
| 2014–2015  | Dallas Stars       | NHL        | 31  | 6  | 3  | 9   | 12  | —  | —  | —  | —  | —  |
|            | Texas Stars        | AHL        | 33  | 14 | 7  | 21  | 40  | 3  | 1  | 1  | 2  | 2  |
| 2015–2016  | Dallas Stars       | NHL        | 8   | 0  | 1  | 1   | 7   | 2  | 0  | 0  | 0  | 0  |
|            | Texas Stars        | AHL        | 35  | 14 | 14 | 28  | 26  | 3  | 1  | 1  | 2  | 0  |
| 2016–2017  | Dallas Stars       | NHL        | 78  | 16 | 8  | 24  | 38  |    |    |    |    |    |
| 2017–2018  | Dallas Stars       | NHL        | 71  | 7  | 7  | 14  | 42  |    |    |    |    |    |
| 2018–2019  | Dallas Stars       | NHL        | 53  | 4  | 2  | 6   | 57  | 1  | 0  | 0  | 0  | 2  |
| NHL totalt | NHL totalt         | NHL totalt | 241 | 33 | 21 | 54  | 156 | 3  | 0  | 0  | 0  | 2  |
| AHL totalt | AHL totalt         | AHL totalt | 141 | 53 | 48 | 101 | 119 | 28 | 11 | 6  | 17 | 14 |
| OHL totalt | OHL totalt         | OHL totalt | 220 | 99 | 92 | 191 | 176 | 24 | 4  | 11 | 15 | 23 |